# Александер Хамилтон
Александер Хамилтон (енгл. Alexander Hamilton; Чарлстон, 11. јануар 1755 или 1757 – 12. јул 1804) био је амерички економиста, политички теоретичар и први секретар финансија САД. По његовој замисли је сазвана Филаделфијска конвенција, а као пионир америчког уставног права је био коаутор Федералистичких списа, дела које се сматра главним извором за тумачење Устава САД. Због свега тога се Хамилтон сматра једним од Очева оснивача САД.
Хамилтон се родио на острву Невис у Британској Западној Индији, а образовање стекао у Тринаест колонија Северне Америке. Када су се колоније побуниле против британске власти, Хамилтон се прикључио револуционарима и њиховој милицији и изабран је за капетана артиљерије. За време рата је постао ађутант и блиски пријатељ Џорџа Вашингтона.
Након завршетка рата је изабран као делегат у Континентални конгрес, али је поднио оставку како би се посветио бизнису те основао Банку Њујорка. Хамилтон је тада стекао мишљење како америчка економија не може напредовати ако САД остану конфедерација суверених држава, па се залагао за трансформацију САД у националну државу са снажном централном влашћу. За те се идеје залагао на Уставној конвенцији и део њих је постао део новог Устава. У властитој држави Њујорк Хамилтон је о том питању био у мањини, али је с временом и она ратификовала нови Устав.
Када је 1789. по новом Уставу формиран кабинет на челу с Вашингтоном, Хамилтон је постао његов члан, односно први секретар финансија. С временом је дошао у оштар сукоб с државним секретаром Томасом Џеферсоном око тога како се млада нација мора развијати - Хамилтон се залагао за развој индустрије, великих градова и снажну централну власт, док је Џеферсон преферирао пољопривреду, село и више власти федералним државама. Тај сукоб је довео до стварања двеју странака - Хамилтонове Федералистичке и Џеферсонове Демократско-републиканске.
Други важан извор сукоба с Џеферсоном био је однос према Француској револуцији, односно учествовању САД у сукобу Велике Британије с француском револуционарима. Хамилтон се залагао за сарадњу с бившом колонијалном матицом. Године 1795. Хамилтон је био присиљен дати оставку због скандала након откривања ванбрачне љубавне везе с Маријом Рејнолдс, али је зато три године касније стекао команду над Војском САД у Америчко-француском поморском рату.
Сукоб Хамилтона с федералистичким председником Џоном Адамсом је године 1800. омогућио да на власт дође Џеферсон. Хамилтон се поновно вратио предузетништву и 1801. године основао Њујорк пост. Дугогодишње супарништво с потпредседником Ароном Бером је 1804. ескалирало у сукоб завршен двобојем у коме је Хамилтон убијен.

### Биографије
- Ambrose, Douglas; W. T. Martin, Robert (2006). The Many Faces of Alexander Hamilton: The Life & Legacy of America's Most Elusive Founding Father. NYU Press. ISBN 978-0814707142.
- Bailey, Ralph Edward (1933). An American Colossus: The Singular Career of Alexander Hamilton. Lothrop, Lee & Shepard Co.
- Brookhiser, Richard (2000). Alexander Hamilton, American. Simon & Schuster. ISBN 978-0684863313.
- Chernow, Ron (2005). Alexander Hamilton. Penguin Press. ISBN 978-0-14-303475-9.
- Cooke, Jacob Ernest (1982). Alexander Hamilton. Charles Scribner's Sons. ISBN 978-0-684-17344-3.
- Ellis, Joseph J. (2002). Founding Brothers: The Revolutionary Generation. Vintage. ISBN 978-0375705243.
- Ellis, Joseph J. (2005). His Excellency: George Washington. Vintage. ISBN 978-1400032532.
- Emery, Noemie (1982). Alexander Hamilton: An intimate portrait. Putnam. ISBN 978-0399126819.
- Flaumenhaft, Harvey (1980). The Administrative Republic of Alexander Hamilton. University of Chicago, Department of Political Science.
- Fleming, Thomas (2000). Duel: Alexander Hamilton, Aaron Burr, and the Future of America. Basic Books. ISBN 978-0465017379.
- Flexner, James Thomas (1997). The Young Hamilton: A Biography. Fordham University Press (2nd ed.). ISBN 978-0823217908.
- Hendrickson, Robert (1976). Hamilton I (1757–1789). Mason/Charter. ISBN 978-0-88405-139-8.
- McDonald, Forrest (1982). Alexander Hamilton: A Biography. W. W. Norton Company. ISBN 978-0-393-30048-2.
- Miller, John Chester (1959). Alexander Hamilton: Portrait in Paradox. Harper & Row. ISBN 978-0060129750.
- Mitchell, Broadus (1957). Alexander Hamilton: Youth to Maturity (1755–1788), Volume 1. Macmillan.
- Mitchell, Broadus (1957). Alexander Hamilton: The National Adventure (1788–1804), Volume 2. Macmillan.
- Murray, Joseph A. (2007). Alexander Hamilton: America's Forgotten Founder. Algora. ISBN 978-0875865010.
- Newton, Michael E. (2015). Alexander Hamilton: The Formative Years. Eleftheria Publishing. ISBN 978-0982604038.
- Randall, William Sterne (2003). Alexander Hamilton: A Life. HarpersCollins. ISBN 978-0-06-019549-6.
- Schachner, Nathan (1946). Alexander Hamilton. New York: D. Appleton Century Co. ASIN B0006AQUG2.

### Специјализоване студије
- Adair, Douglas; Harvey, Marvin (1955). „Was Alexander Hamilton a Christian Statesman?”. William and Mary Quarterly. 12 (2): 308—29. JSTOR 1920511. doi:10.2307/1920511. Непознати параметар |name-list-style= игнорисан (помоћ)
- Austin, Ian Patrick (2009). Common Foundations of American and East Asian Modernisation: From Alexander Hamilton to Junichero Koizumi. Singapore: Select Books. ISBN 978-981-4022-52-1.
- Bailey, Jeremy D. (2008). „The New Unitary Executive and Democratic Theory: The Problem of Alexander Hamilton”. American Political Science Review. 102 (4): 453—65. doi:10.1017/S0003055408080337.
- Balogh, Brian. (2009). A Government out of Sight: The Mystery of National Authority in Nineteenth Century American. New York: Cambridge University Press..
- Bordewich, Fergus M (2016). The First Congress: How James Madison, George Washington, and a Group of Extraordinary Men Invented the Government.. on 1789–91.
- Brant, Irving (1970). The Fourth President: a Life of James Madison. Indianapolis: Bobbs-Merill. A one-volume recasting of Brant's six-volume life.
- Burns, Eric (2007). Infamous Scribblers: The Founding Fathers and the Rowdy Beginnings of American Journalism. New York: PublicAffairs. ISBN 978-1-58648-428-6.
- Chan, Michael D. (2004). „Alexander Hamilton on Slavery”. Review of Politics. 66 (2): 207—31. JSTOR 1408953. doi:10.1017/s003467050003727x.
- Chernow, Ron (2010). Washington: A Life. New York: Penguin Books. ISBN 978-1-59420-266-7. Full-length, detailed biography.
- Denboer, Gordon R. (1987). The Documentary History of the First Federal Elections, 1788–1790, Volume III. Madison: University of Wisconsin Press. ISBN 978-0299106508.
- Derthick, Martha (13. 6. 1999). Dilemmas of Scale in America's Federal Democracy. Cambridge University Press. ISBN 978-0-521-64039-8. Приступљено 6. 3. 2015.
- Elkins, Stanley; McKitrick, Eric (1993). Age of Federalism (online edition). New York: Oxford University Press. ISBN 978-0-19-506890-0. Архивирано из оригинала 04. 05. 2012. г. Приступљено 20. 01. 2019. Непознати параметар |DUPLICATE_url= игнорисан (помоћ) Detailed political history of the 1790s;
- Engerman, Stanley L.; Gallman, Robert E. (2000). The Cambridge Economic History of the United States. Cambridge University Books. ISBN 9780521553070.
- Fatovic, Clement (2004). „Constitutionalism and Presidential Prerogative: Jeffersonian and Hamiltonian Perspectives”. American Journal of Political Science. 48 (3): 429—44. doi:10.1111/j.0092-5853.2004.00079.x.
- Federici, Michael P. (2012). Alexander Hamilton: America's Forgotten Founder. Johns Hopkins University Press. ISBN 9781421405391.
- Flaumenhaft, Harvey (1992). The Effective Republic: Administration and Constitution in the Thought of Alexander Hamilton. Durham, NC: Duke University Press. ISBN 978-0-8223-1214-7.
- Flexner, James Thomas (1965). George Washington. Little Brown.. Four volumes, with various subtitles, cited as "Flexner, Washington". Vol. IV. {{|978-0-316-28602-2}}.
- Garrity, Patrick J.; Spalding, Matthew (2000). A Sacred Union of Citizens: George Washington's Farewell Address and the American Character. Rowman and Littlefield. ISBN 978-0847682621.
- Gaspar, Vitor (2015). „The making of a continental financial system: Lessons for Europe from early American history.”. Journal of European Integration. 37 (7): 847—859., summarizes Hamilton's achievements in Atlantic perspective.
- Gibowicz, Charles J. (2007). Mess Night Traditions. Author House. ISBN 9781425984465.
- Harper, John Lamberton (2004). American Machiavelli: Alexander Hamilton and the Origins of US Foreign Policy. New York: Cambridge University Press. ISBN 978-0-521-83485-8.
- Horton, James Oliver (2004). „Alexander Hamilton: Slavery and Race in a Revolutionary Generation” (PDF). New York Journal of American History. 65 (3): 16—24.
- Kaplan, Edward (1999). The Bank of the United States and the American Economy. Westport, CT: Praeger. ISBN 978-0313308666.
- Kaplan, Lawrence S. (2001). Alexander Hamilton: Ambivalent Anglophile. Rowman and Littlefield. ISBN 9780842028783.
- Keister, Doug (2011). Stories in Stone New York: A Field Guide to New York City Area Cemeteries & Their Residents. Gibbs Smith. ISBN 978-1423621027.
- Kennedy, Roger G. (2000). Burr, Hamilton, and Jefferson: A Study in Character. New York: Oxford University Press. ISBN 978-0-19-513055-3.
- Knott, Stephen F. (2002). Alexander Hamilton and the Persistence of Myth. Lawrence: University Press of Kansas. ISBN 978-0-7006-1157-7.
- Kohn, Richard H. (1970). „The Inside History of the Newburgh Conspiracy: America and the Coup d'Etat”. The William and Mary Quarterly. 27 (2): 188—220. JSTOR 1918650. doi:10.2307/1918650. A review of the evidence on Newburgh; despite the title, Kohn is doubtful that a coup d'état was ever seriously attempted.
- Larsen, Harold (1952). „Alexander Hamilton: The Fact and Fiction of His Early Years”. William and Mary Quarterly. 9 (2): 139—51. JSTOR 1925345. doi:10.2307/1925345.
- Levine, Yitzchok (2. 5. 2007). „The Jews of Nevis And Alexander Hamilton”. Glimpses into American Jewish History. The Jewish Press. Архивирано из оригинала 15. 6. 2011. г.
- Lind, Michael (1994). „Hamilton's Legacy”. The Wilson Quarterly. 18 (3): 40—52. JSTOR 40258878.
- Littlefield, Daniel C. (2000). „John Jay, the Revolutionary Generation, and Slavery”. New York History. 81 (1): 91—132. ISSN 0146-437X.
- Lomask, Milton (1979). Aaron Burr, the Years from Princeton to Vice President, 1756–1805. New York: Farrar, Straus & Giroux. ISBN 978-0-374-10016-2. First volume of two, contains Hamilton's lifetime.
- Martin, Robert W. T. (2005). „Reforming Republicanism: Alexander Hamilton's Theory of Republican Citizenship and Press Liberty”. Journal of the Early Republic. 25 (1): 21—46. doi:10.1353/jer.2005.0012.
- Matson, Cathy (2010). „Flimsy Fortunes: Americans' Old Relationship with Paper Speculation and Panic”. Common-place. 10 (4). Архивирано из оригинала 09. 04. 2016. г. Приступљено 20. 01. 2019. Summarizes speculations of William Duer and others in the context of the national economy.
- McCraw, Thomas K. (2012). The Founders and Finance: How Hamilton, Gallatin, and Other Immigrants Forged a New Economy. Harvard University Press. ISBN 978-0-674-06692-2.
- McManus, Edgar J. (1966). History of Negro Slavery in New York. Syracuse University Press.
- Mitchell, Broadus (1951). „The man who 'discovered' Alexander Hamilton”. Proceedings of the New Jersey Historical Society. 69: 88—115.
- Monaghan, Frank (1935). John Jay. Bobbs-Merrill.
- Morgan, Philip D.; O'Shaughnessy, A. J. (2006). „Arming Slaves in the American Revolution”.  Ур.: Brown, Christopher Leslie; Morgan, Philip D. Arming Slaves: From Classical Times to the Modern Age. New York: Yale University Press. стр. 180-208. ISBN 978-0-300-10900-9. Непознати параметар |name-list-style= игнорисан (помоћ)
- Nester, William R (2012). The Hamiltonian Vision, 1789–1800: The Art of American Power During the Early Republic. ASIN B008RA2IM8.
- Newman, Paul Douglas (2004). Fries's Rebellion: The Enduring Struggle for the American Revolution. Philadelphia: University of Pennsylvania Press. ISBN 978-0-8122-3815-0.
- Nettels, Curtis P. (1962). The Emergence of a National Economy, 1775–1815. New York: Holt, Rinehart and Winston.
- Northup, Cynthia Clark; Turney, Elaine C. Prange; Stockwell, Mary (2003). Encyclopedia of Tariffs and Trade in U.S. History. Greenwood Press. ISBN 978-0313319433.
- Norton, Joseph (2005). Shapers of the Great Debate at the Constitutional Convention of 1787: A Biographical Dictionary (Shapers of the Great American Debates). Greenwood; annotated edition. ISBN 978-0313330216.
- Rakove, Jack N. (1979). The beginnings of National Politics: an interpretive history of the Continental Congress. New York: Knopf. ISBN 978-0-394-42370-8.
- Rossiter, Clinton (1964). Alexander Hamilton and the Constitution. New York: Harcourt, Brace & World.
- Sharp, James (1995). American Politics in the Early Republic: The New Nation in Crisis. New Haven: Yale University Press. ISBN 978-0-300-06519-0. Survey of politics in the 1790s.
- Sheehan, Colleen (2004). „Madison v. Hamilton: The Battle Over Republicanism and the Role of Public Opinion”. American Political Science Review. 98 (3): 405—24. doi:10.1017/S0003055404001248.
- Smith, Robert W. (2004). Keeping the Republic: Ideology and Early American Diplomacy. DeKalb: Northern Illinois University Press. ISBN 978-0-87580-326-5.
- Staloff, Darren (2005). Hamilton, Adams, Jefferson: The Politics of Enlightenment and the American Founding. New York: Hill and Wang. ISBN 978-0-8090-7784-7.
- Storbridge, Truman R.; Noble, Dennis l. (1999). Alaska and the U. S. Revenue Cutter Service: 1867–1915. Naval Institute Press. ISBN 9781557508454.
- Stourzh, Gerald (1970). Alexander Hamilton and the Idea of Republican Government. Stanford: Stanford University Press. ISBN 978-0-8047-0724-4.
- Stryker, William S. (1898). The Battles of Trenton and Princeton. Boston: Houghton, Mifflin & Co.
- Studenski, Paul; Krooss, Herman Edward (2003). Financial History of the United States (5th изд.). Frederick, Md.: Beard Books. ISBN 978-1587981753.
- Sylla, Richard; Wright, Robert E.; Cowen, David J. (2009). „Alexander Hamilton, Central Banker: Crisis Management during the US Financial Panic of 1792”. Business History Review. 83 (1): 61—86. doi:10.1017/s0007680500000209. Непознати параметар |name-list-style= игнорисан (помоћ)
- Thomas, Charles Marion (1931). American neutrality in 1793; a study in cabinet government. New York: Columbia University Press.
- Trees, Andrew S. (2005). „The Importance of Being Alexander Hamilton”. Reviews in American History. 33 (1): 8—14. doi:10.1353/rah.2005.0019.
- Trees, Andrew S. (2004). The Founding Fathers and the Politics of Character. Princeton: Princeton University Press. ISBN 978-0-691-11552-8.
- Tucker, Spencer C. (2014). The Encyclopedia of the Wars of the Early American Republic, 1783–1812 [three volumes]: A Political, Social, and Military History. ABC-CLIO. ISBN 978-1598841565.
- Wallace, David Duncan (1915). Life of Henry Laurens, with a sketch of the life of Lieutenant-Colonel John Laurens. New York: Putnam.
- Weston, Rob N. (1994). „Alexander Hamilton and the Abolition of Slavery in New York”. Afro-Americans in New York Life and History. 18 (1): 31—45. ISSN 0364-2437. An undergraduate paper, which concludes that Hamilton was ambivalent about slavery.
- White, Leonard D. (1949). The Federalists. New York: Macmillan. Coverage of how the Treasury and other departments were created and operated.
- White, Richard D. (2000). „Exploring the Origins of the American Administrative State: Recent Writings on the Ambiguous Legacy of Alexander Hamilton”. Public Administration Review. 60 (2): 186—90. doi:10.1111/0033-3352.00077.
- Wood, Gordon S. (2009). Empire of Liberty: A History of the Early Republic, 1789–1815. New York: Oxford University Press. ISBN 978-0-19-503914-6. The most recent synthesis of the era.
- Wright, Robert E. (2002). Hamilton Unbound: Finance and the Creation of the American Republic. Westport: Greenwood Press. ISBN 978-0-313-32397-3.
- ——— (2008). One Nation Under Debt: Hamilton, Jefferson, and the History of What We Owe. New York: McGraw-Hill. ISBN 978-0-07-154393-4.

### Примарни извори
- Cooke, Jacob E., ed. Alexander Hamilton: A Profile. 1967. (short excerpts from Hamilton and his critics)
- Cunningham, Noble E. Jefferson vs. Hamilton: Confrontations that Shaped a Nation. 2000. (short collection of primary sources, with commentary)
- Freeman, Joanne B., ур. (2001). Alexander Hamilton: Writings. The Library of America. стр. 1108. ISBN 978-1-931082-04-4. (all of Hamilton's major writings and many of his letters)
- Freeman, Joanne B., ed., The Essential Hamilton: Letters & Other Writings (Library of America, 2017) 424 pp. (abridged ed.)
- Frisch, Morton J., ed. Selected Writings and Speeches of Alexander Hamilton. 1985.
- Goebel, Julius, Jr., and Joseph H. Smith, eds. The Law Practice of Alexander Hamilton. 5 vols. Columbia University Press, 1964–80. (comprehensive edition of Hamilton's legal papers)
- Hamilton, Alexander. Report on Manufactures. (economic program for the United States)
- Hamilton, Alexander. Report on Public Credit. (financial program for the United States)
- Hamilton, Alexander; Hamilton, John Church. The Works of Alexander Hamilton: Miscellanies, 1789–1795: France; Duties on imports; National bank; Manufactures; Revenue circulars; Reports on claims. 1850. John F. Trow, printer. (free online e-book edition)
- Hamilton, Alexander; Madison, James; Jay, John. The Federalist Papers. (published under the shared pseudonym "Publius")
- Lodge, Henry Cabot, ур. (1904). The Works of Alexander Hamilton (full text online at Internet Archive). 10 vols. Also available as The Works of Alexander Hamilton (HTML full text изд.).. (the only online collection of Hamilton's writings and letters, containing about 1.3 million words)
- Morris, Richard, ed. Alexander Hamilton and the Founding of the Nation. 1957. (excerpts from Hamilton's writings)
- National Archives, Founders Online – searchable edition
- Sylla, Richard and David J. Cowen,, ур. (2018). Alexander Hamilton on Finance, Credit, and Debt. Columbia UP.. 346 pp. (partly abridged version of key documents; online review)
- Syrett, Harold C., Jacob E. Cooke, and Barbara Chernow, eds. The Papers of Alexander Hamilton. 27 vols. Columbia University Press, 1961–87. (Includes all letters and writings by Hamilton, and all important letters written to him; the definitive edition of Hamilton's works, intensively annotated)
- Taylor, George Rogers, ed. Hamilton and the National Debt. 1950. (excerpts from 1790s writings representing all sides)